# 사리나 파르하디
사리나 파르하디(페르시아어: سارینا فرهادی, 영어: Sarina Farhadi, 1998년 ~ )는 이란의 배우이다. 영화 감독 아시가르 파르하디와 배우 파리사 바흐타바르의 딸이다. 아버지의 작품인 《씨민과 나데르의 별거》에 출연해 2011 베를린 영화제 은곰상 여자연기자상을 공동수상했다.

## 참여 작품
- 씨민과 나데르의 별거
- 어떤 영웅